# 大邱中部警察署
大邱中部警察署（テグチュンブけいさつしょ）は、大邱地方警察庁所管の警察署である。

## 管轄区域
- 中区

## 沿革
- 1945年10月21日 - 大邱警察署として開署。
- 1946年9月1日 - 南大邱警察署（現：大邱南部警察署）開署に伴い一部地域を移管。
- 1959年12月1日 - 東大邱警察署（現：大邱北部警察署）開署に伴い一部地域を移管。
- 1979年10月15日 - 大邱中部警察署に改称。
- 1979年10月19日　-　西部警察署開署(現：大邱西部警察署）に伴い一部地域を移管。
- 1985年9月16日 - 現在の庁舎が完成。
- 1995年3月1日 - 中部警察署に改称。
- 2001年12月24日 - 大邱中部警察署に戻す。

## 組織
- 警務課
- 生活安全課
- 捜査課
- 情報保安課
- 警備交通課

## 管轄地区隊
- 三徳地区隊
- 西門地区隊
- 南山地区隊

## 管轄派出所
- 中央派出所

## 管轄治安センター
- 東仁治安センター
- 大鳳治安センター
- 大新治安センター
- 駅前治安センター
- 南門治安センター
- 新南治安センター